# Mach Loop
Machynlleth Loop (velšsky Dolen Machynlleth, česky smyčka Machynlleth), oficiálním označením „LFA 7(T)“ a obecně známá jako Mach Loop je síť několika propojených údolí řídce obydlené oblasti severního Walesu mezi městy Machynlleth a Dolgellau v národním parku Snowdonia, která slouží Královskému letectvu a jeho spojencům k pravidelným cvičením nízkých průletů ve vysoké rychlosti (přes 800 kilometrů v hodině). Průlety ve výšce 75 metrů nad zemí jsou povolené, s výjimkou okolí letišť a hustě obydlených oblastí, v celém Spojeném království, které je k tomuto účelu rozděleno na 20 oblastí nazývaných Low Fly Area. Low Fly Area 7 zahrnuje celý Wales a Mach Loop je jednou ze tří oblastí vyhrazených pro taktická cvičení (T) s povolenou letovou hladinou 30 metrů během cvičení. Piloti letounů bez technologie stealth mohou zde získané zkušenosti využít v bojovém nasazení k vyhýbání se radarům během průzkumných nebo pátracích a záchranných operací. Průlet jednoho 48 kilometrů dlouhého okruhu trvá v řádu minut.
Některé vrchy ohraničující údolí jsou relativně snadno přístupné a poskytují nezvyklý pohled na letadla ve stejné výšce nebo z nadhledu. Lety probíhají pouze za dobré viditelnosti ve všední dny, kromě státních svátků. Ministerstvo obrany s předstihem zveřejňuje plánované průlety, oblast je proto oblíbenou destinací leteckých spotterů a fotografů vojenské techniky. Populární videa z této lokality mají na platformě YouTube několik milionů zhlédnutí. Piloti si jsou přítomností diváků a fotografů vědomi. Některým místním obyvatelům vadí hluk a možný dopad na životní prostředí v případě nehody nebo odpadky zanechané spottery, jiní naopak vítají příjmy z turismu.

## Galerie

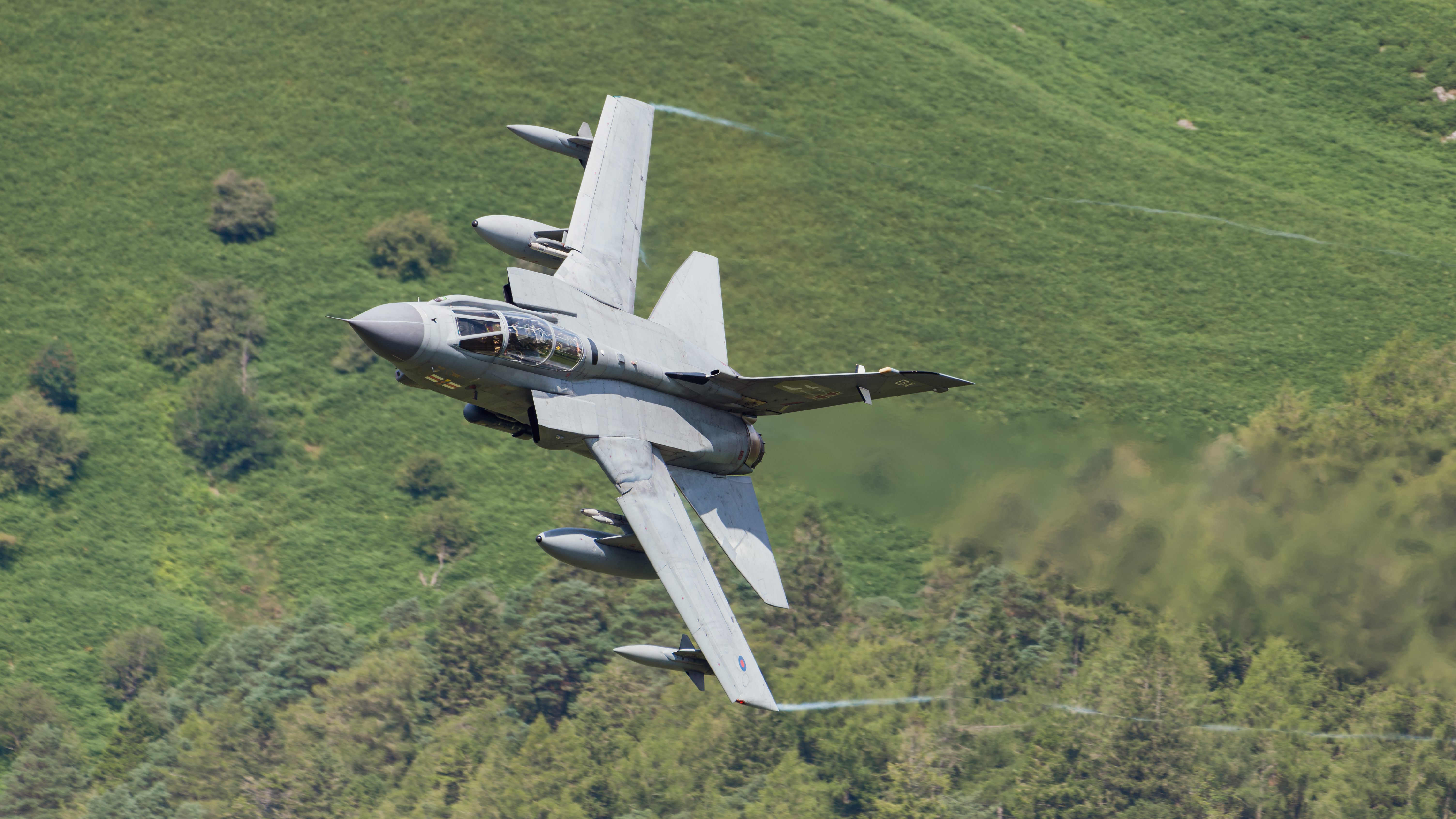
Panavia Tornado GR.4 Královského letectva, 2018
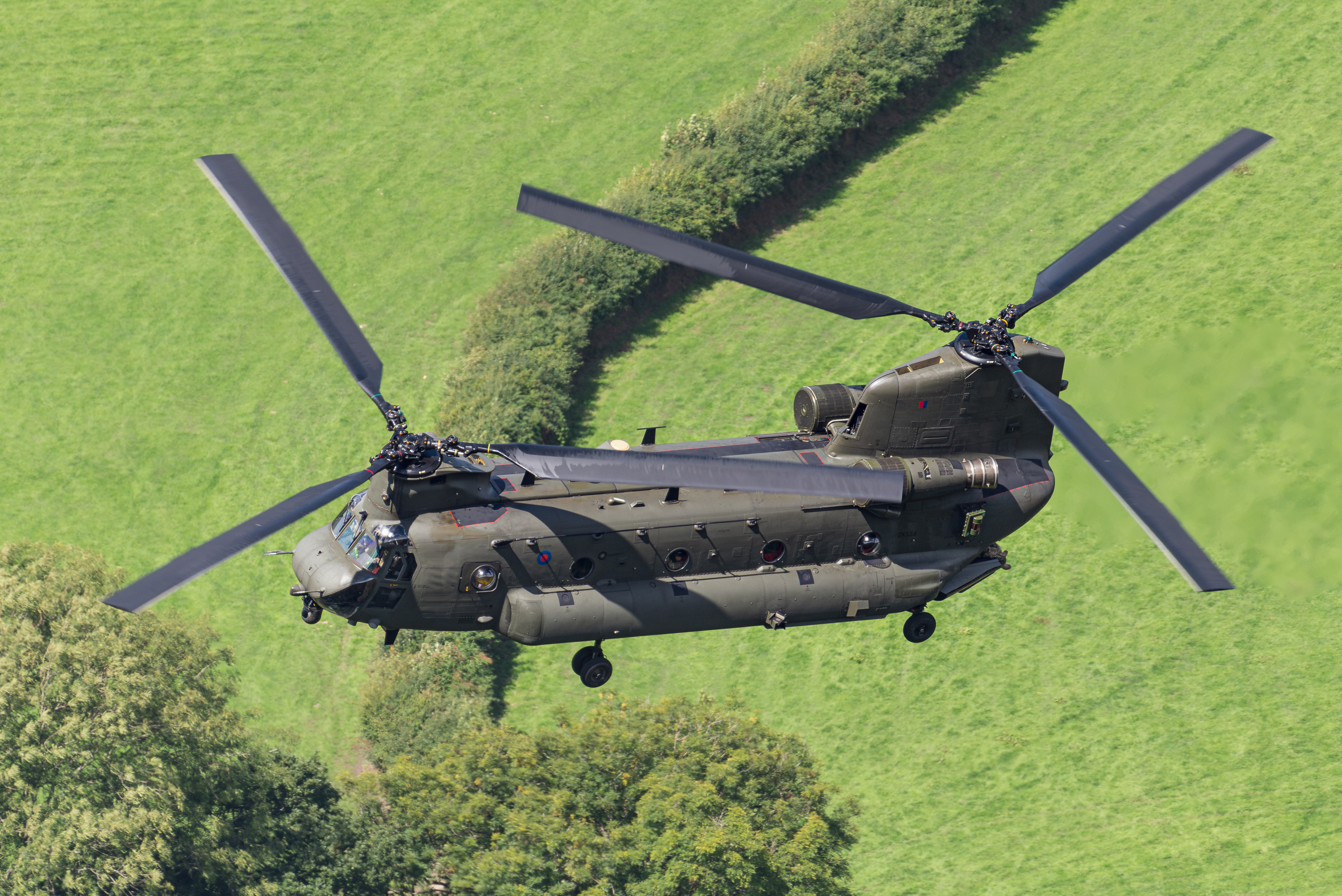
Boeing CH-47 Chinook HC.6 Královského letectva, 2018
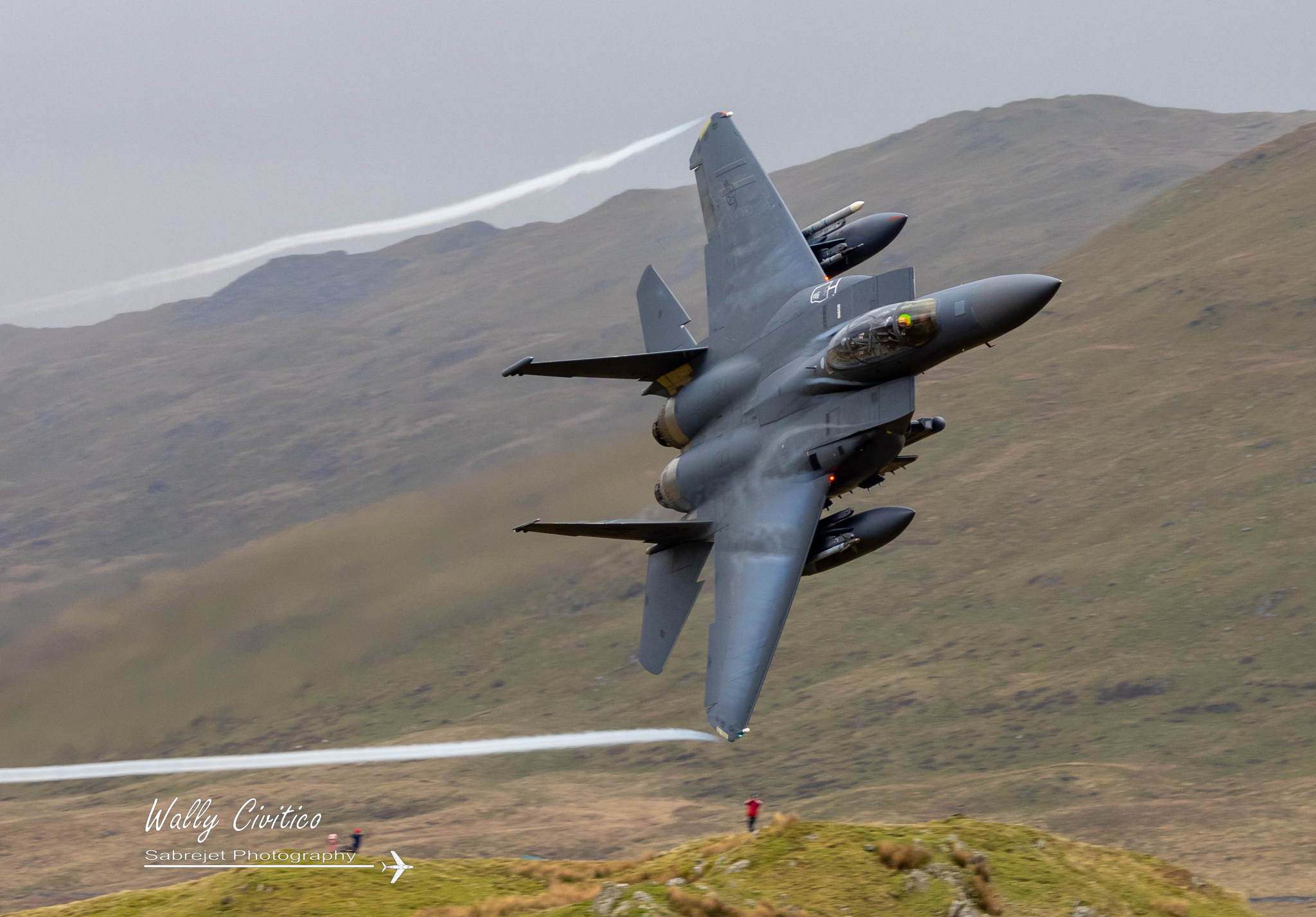
F-15E Strike Eagle amerického letectva základnou v Lakenheathu v hrabství Suffolk, v pozadí několik spotterů, 2022
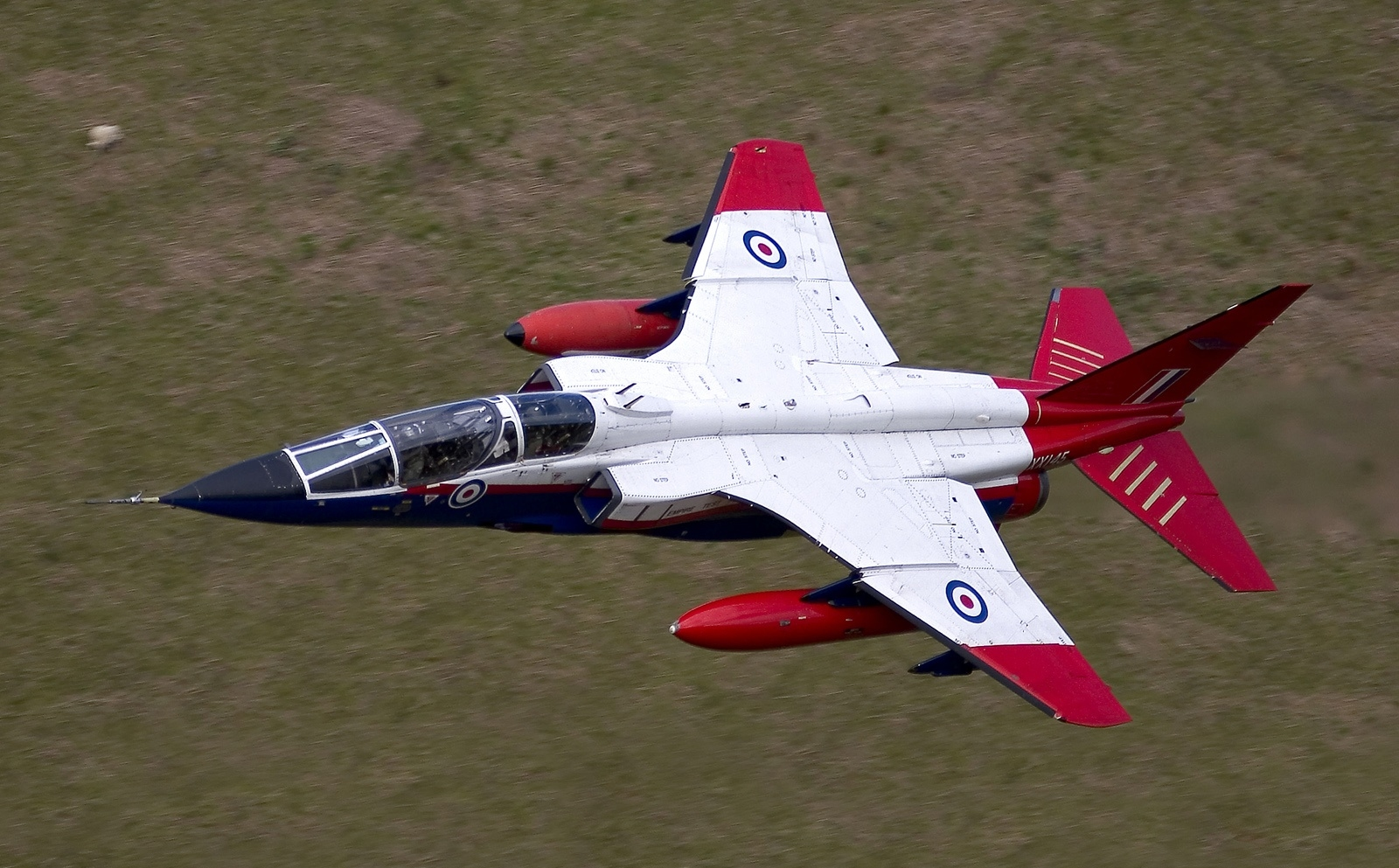
SEPECAT Jaguar pilotní školy Empire Test Pilots' School britského ministerstva obrany, 2005
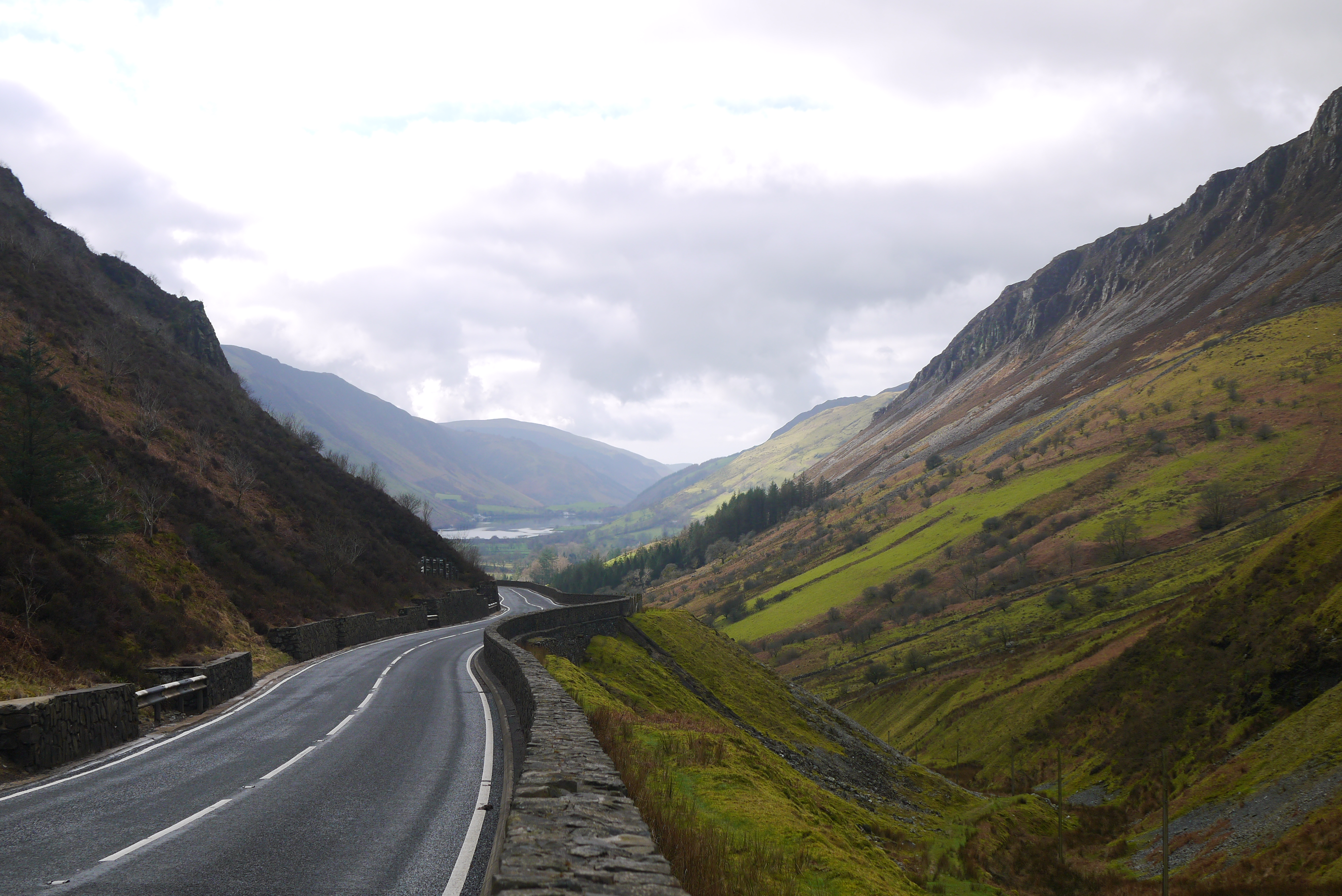
Silnice A487 v jednom z údolí, v pozadí jezero Tal-y-llyn, 2021
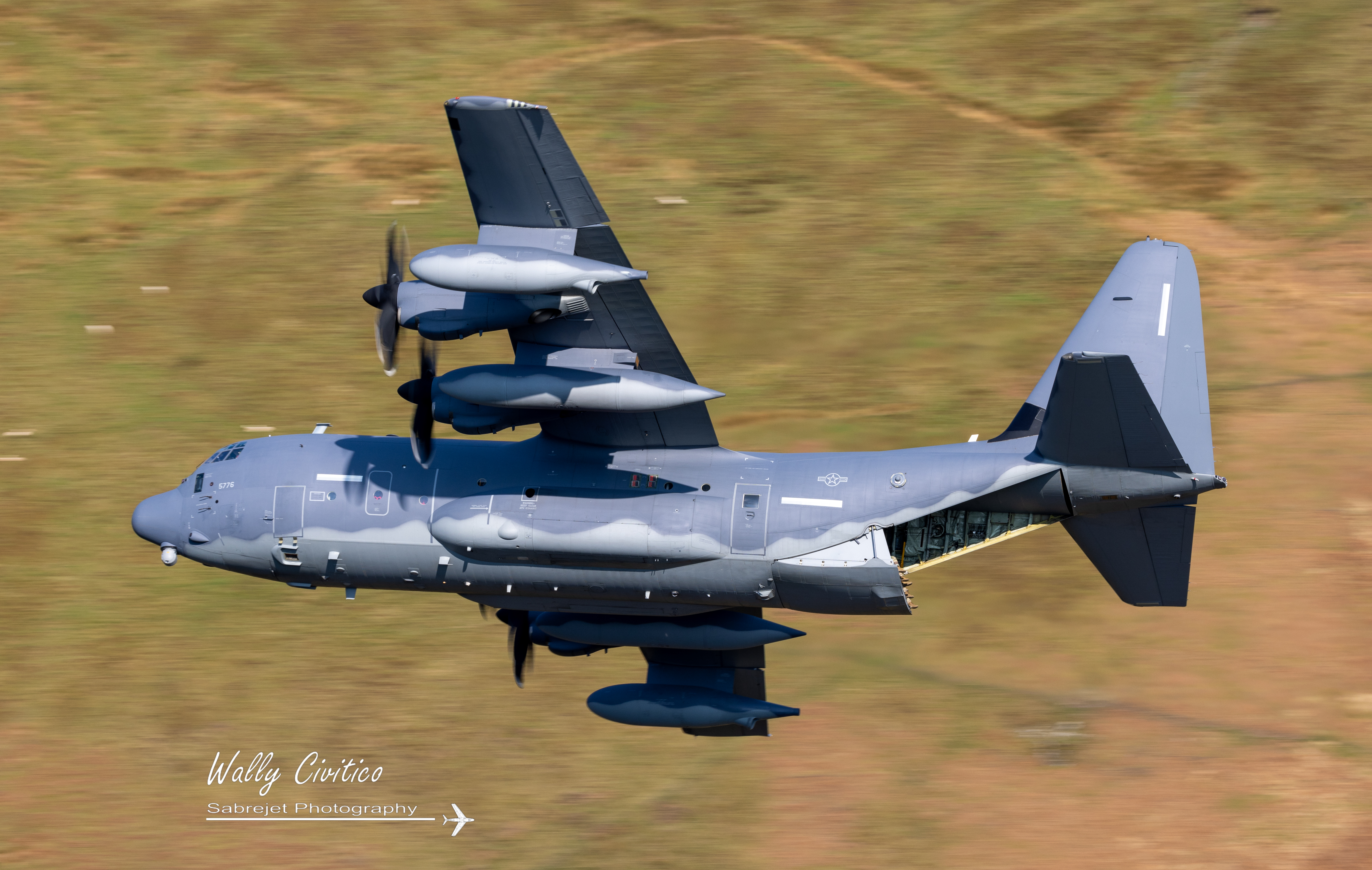
Lockheed MC-130 Hercules speciálních jednotek Letectva Spojených států s otevřenou nakládací rampou, na které sedí členové osádky, 2022